# Dimitri Reinderman
Dimitri Reinderman (ur. 12 sierpnia 1972 w Hoorn) – holenderski szachista, arcymistrz od 1998 roku.

## Kariera szachowa
Pierwsze znaczące sukcesy odniósł na początku lat 90. XX wieku. W 1991 r. zdobył w Nijmegen tytuł wicemistrza Holandii juniorów do lat 18, natomiast w 1992 r. zdobył w Sas van Gent brązowy medal mistrzostw Europy juniorów do 20 lat. W 1995 r. zdobył w Leeuwarden srebrny medal w młodzieżowych (zawodników do 26 lat) mistrzostwach kraju. W 1998 r. osiągnął duży sukces, zwyciężając (wraz z Rustamem Kasimdżanowem) w turnieju B festiwalu w Wijk aan Zee oraz podzielił I miejsce (wraz z m.in. Christianem Bauerem, Loekiem van Welym, Josifem Dorfmanem i Jonathanem Speelmanem) w turnieju strefowym (eliminacji mistrzostw świata) w Les Escaldes. W 1999 r. wystąpił w Las Vegas w rozegranym systemem pucharowym turnieju o mistrzostwo świata, ulegając w I rundzie Borisowi Gulko.  W kolejnych latach ograniczył starty w turniejach międzynarodowych. Kolejnym jego sukcesem było dzielenie II miejsca (za Eduardasem Rozentalisem) w tradycyjnym turnieju Classics w Gausdal w roku 2006. W 2007 r. zwyciężył w Wijk aan Zee oraz zajął II miejsce (za Erikiem van den Doelem) w Leiden, natomiast w 2008 r. podzielił II miejsce (za Fabiano Caruaną, wspólnie z Parimarjanem Negi) w turnieju Corus C w Wijk aan Zee. 
Wielokrotnie startował w finałach indywidualnych mistrzostw Holandii, zdobywając pięć medali: złoty (2013), srebrny (2008) oraz trzy brązowe (1995, 1999, 2009). 
Reprezentował Holandię w turniejach drużynowych, m.in.:  na drużynowych mistrzostwach Europy (w roku 1999); medalista: indywidualnie – złoty (1999 – na V szachownicy).
Najwyższy ranking w swojej karierze osiągnął 1 maja 2014 r., z wynikiem 2619 punktów.